# Гильельма де Руджиер
Гильельма де Руджиер окс. Guillelma де Rosers (годы творчества: 1235—1265), также Guilleuma, Guillielma, Guilielma, или Guilhelma — провансальская поэтесса середины XIII века. Одна из последних известных женщин-трубадуров. Родом из Ружье (в настоящее время в департаменте Вар), но долгое время проживала в Генуе, где она встретилась с Ланфранком Чигалой, упоминавшим о ней в некоторых своих песнях. Стихи Чигалы и его вида стали основным источником информации о жизни Гильельмы. Она также является адресатом (под именем la flor de cortezia, цветок куртуазии) анонимной кансоны, Quan Proensa ac perduda proeza («Когда Прованс потерял доблесть»), в которой оплакивается её длительное пребывание в Генуе.
Единственное сохранившееся произведение Гильельмы — партимен «Na Guillelma, maint cavalier arratge», написанный в сотрудничестве с Ланфранком Чигалой, в которой кавалер и его собеседница решают, какой рыцарь более достойный: тот, кто выполнит, в ущерб обещаний, данных возлюбленной, свой долг или тот, кто останется верен Даме. Гильельма в этом поэтическом споре придерживается мнения, что хорошо поступает тот, кто не отклоняется от намеченной цели.